# Теклинов
Теклино́в (бел. Такліноў) — деревня в Угловском сельсовете Брагинского района Гомельской области Белоруссии.

## География

### Расположение
В 9 км на север от Брагина, 29 км от железнодорожной станции Хойники (на ветке Василевичи — Хойники от линии Калинковичи — Гомель), 118 км от Гомеля.

## Транспортная сеть
Транспортные связи по просёлочной, затем автомобильной дороге, которая связывает Брагин с дорогой Лоев — Речица.
Планировочно состоит из прямолинейной широтной улицы, которая на востоке присоединяется к центру прямолинейной меридиональной улицы. Застройка деревянными домами усадебного типа.

## История
Известна с XIX века как хутор в Брагинской волости Речицкого повета Минской губернии. В 1930 году организован колхоз имени Ланцуцкого, работала кузница. В 1959 году в составе колхоза имени Ф.Энгельса (центр — деревня Углы).

## Население

### Численность
- 2004 год — 35 хозяйств, 88 жителей.

### Динамика
- 1908 год — 31 двор, 116 жителей.
- 1959 год — 213 жителей (согласно переписи).
- 2004 год — 35 хозяйств, 88 жителей.